# History Civil War: Secret Missions
History Civil War: Secret Missions è un videogioco sparatutto in prima persona storico, prodotto da Cauldron HQ, e distribuito il 4 novembre 2008 dalla Activision Value e da The History Channel per le piattaforme Microsoft Windows, PlayStation 2, PlayStation 3 e Xbox 360.

## Trama
Il giocatore impersona un soldato dell'Unione o della Confederazione, in azioni sotto copertura dietro le linee nemiche. Le undici missioni sono ispirate dagli eventi che accaddero dietro le linee nemiche.